# 民主行动党亚沙区部
民主行动党亚沙区部（Democratic Action Party Rasah Division），正式名称民主行动党亚沙国会联委会（Democratic Action Party Rasah Liaison Committee），民主行动党在森美兰亚沙国会议席所设立的分支区部。亚沙区部主席是谢琪清，现任亚沙国会议员。

## 名称
与其他政党不同，民主行动党在每个国会议席设立的区部正式名称为国会联委会。

## 领导层

### 区部领导层
根据民主行动党最新党章，当选国会议员自动成为区部主席。
| 党职       | 现任                                  |
| ---------- | ------------------------------------- |
| 区部主席   | 谢琪清                                |
| 区部副主席 | 陈丽群、P古拿、萧妙光、叶耀荣、徐德宝 |
| 秘书       | 曾汇芝                                |
| 财政       | 穆甘丹                                |
| 组织秘书   | 刘伟成                                |
| 宣传秘书   | 瑟威                                  |
| 福利协调员 | 李光兴、李恒华、庄雪和、拉威、米纳    |

## 资产
在行动党森美兰州委会已购买新党所后，由亚沙区部接手现有的行动党森美兰州总部。